# 西溪二仙庙
35°45′50″N 113°15′08″E / 35.76389°N 113.25222°E
西溪二仙庙位于中国山西省晋城市陵川县崇文镇西溪景区山谷中，又称真泽宫。庙前青山环绕，庙后溪水长流，松林葱郁遮蔽殿宇，环境清幽，“西溪春色”为陵川古八景之一。西溪二仙庙已列为第五批全国重点文物保护单位。
西溪二仙庙属于在晋东南颇为流行的二仙信仰，供奉以孝感天的乐氏二姐妹冲惠、冲淑二真人，有“隆冬采菇”“捡麦升仙”等故事，香火很旺。每年四月十五相传为二仙升天之日，会举办隆重的庙会，戏台演剧，香客云集。

## 历史
西溪二仙庙始建于唐乾元年间，北宋崇宁年间加封“真泽宫”，金皇统二年（1142年）扩建。

## 建筑
整体建筑坐北朝南，聚集了16座由金到明清时期的建筑物。中轴线上依次为山门、拜亭、中殿、后殿，后殿两侧有梳妆楼和配殿，其中后殿及东梳妆楼为金代建筑，余为明清所建。
山门兼戏楼建于清康熙年间，悬山顶。
前殿重建于明洪武十八年（1385年），清乾隆年间重修，单檐歇山顶，殿前有献亭。殿内有3座木雕神龛，柱子上雕刻栩栩如生的蟠龙。献亭两侧有4株千年古柏，树上长有酷似十二生肖的木瘤。
后殿建于高台之上，梁架主体和铺作为金代遗构，面阔三间，进深六椽，单檐歇山顶，檐下五铺作双昂。屋顶琉璃脊兽为明代作品，做工精细。
东西梳妆楼位于中殿和后殿的东西两侧，均为两层三檐歇山顶楼阁式建筑，体量、形制毫不逊色于中轴线上的主要建筑。东梳妆楼为金代楼阁建筑的佳作，造型舒展优美，斗拱华丽精美。一层副阶周匝檐下的转角铺作较为特殊。西梳妆楼为民国年间重修，保留了金代楼阁建筑的形制。
庙内存有古碑29通，其中包括两块“状元碑”，分别属于金正隆状元赵安时和金承安状元李俊民。

## 文学
金代诗人元好问曾多次游历西溪二仙庙的景色，留下许多诗句，如15岁时游览西溪所撰的诗碑：“期岁之间一再来，青山无恙画屏开。出门依旧黄尘道，啼杀金衣唤不回。”晚年重游时写下“松林萧萧映灵寺，烁石流金不知暑。太平散人江表来，自讶清凉造仙府。不到西溪四十年，溪光林影想依然。当时膝上王文度，五字诗成众口传。忽见画图疑是梦，而今尘土浣毕颠。”

## 保护
2001年6月25日，西溪二仙庙由中华人民共和国国务院公布为第五批全国重点文物保护单位，编号5-0267-3-073。

## 衍生
在游戏《黑神话悟空》中，游戏宣传片中美轮美奂，神秘清幽的禅院景观参考了西溪二仙庙。